# Голиан, Богумил
Богумил Голиан (словац. Bohumil Golián; 25 марта 1931, Moštenica, Банска-Бистрица — 11 января 2012, Братислава) — чехословацкий волейболист, серебряный призёр летних Олимпийских игр в Токио (1964), бронзовый призёр летних Олимпийских игр в Мехико (1968). Заслуженный мастер спорта Чехословакии.

## Биография
В 1968 г. окончил факультет физической культуры и спорта университета Коменского в Братиславе.
В 1955—1968 гг. — член сборной Чехословакии, которая дважды (1956 и 1966) становилась чемпионом мира, в 1958 г. выигрывала чемпионат Европы. В 1964 г. в составе национальной сборной стал вторым на Олимпийских играх в Токио, а в 1968 г. на летних играх в Мехико — третьим.
- 1950—1968 гг. — инструктор по физической подготовке, тренер по волейболу,
- 1969—1970 гг. — игрок и тренер клуба «Бари» (Италия),
- с 1970 г. — преподаватель на кафедре физической культуры и спорта университета Коменского, являлся соавтором профессиональных изданий и университетских учебников,
- 1973—1977 гг. — заместитель председателя олимпийского клуба в Праге.

## Награды
- Орден Людовита Штура 1 класса (3 января 2012 года)[3].

В 2006 г. МОК наградил его медалью Пьера де Кубертена, а в 2007 г. НОК Словакии — золотыми кольцами.